# Amaya (Espagne)
Pour les articles homonymes, voir Amaya.
Amaya est le nom d'une cité antique cantabre, située au sommet du massif du même nom, haut de 1 377 mètres, au nord-ouest de la Province de Burgos, en Espagne. La ville était située à la limite sud de la Cantabrie à l'époque romaine, à une position stratégique contrôlant l'accès au territoire cantabre depuis le sud.

## Histoire
La mention la plus ancienne de cette ville remonte à l'Itinéraire de Barro, trouvé à Astorga,(Province de León), daté de la fin du Ier siècle - début du IIe siècle
Sur la plaque numéro 1 de l'itinéraire figure le trajet entre le camp de la Legio VII Gemina (León) et Portus Blendium (Suances), avec le parcours suivant :

| [VIA] L(EGIONE) VII GEMINA AD PORTVM       |
| BLE(N)DIVM                                 |
| RHAMA VII MIL(L)IAS                        |
| AMAIA XVIII                                |
| VILLEGIA V                                 |
| LEGIO I[III] V                             |
| O[C]TA[V]IOLCA V                           |
| IVLIOBRIGA X                               |
| ARACILLVM V                                |
| PORTVS BLEN[DIVM]                          |
| [C(aius) LEP(idus) M(arci filius)] II. VIR |

Durant les guerres cantabres, l'empereur Auguste installa près d'Amaia un camp de base qui servit pour la campagne.
La seconde mention provient de la Chronique de Iohannes Biclarensis, qui relate que le roi wisigoth Leovigild attaqua la Cantabrie en 574 afin de démanteler le royaume des Suèves en Galice. Il occupa Amaia et soumit sa population.

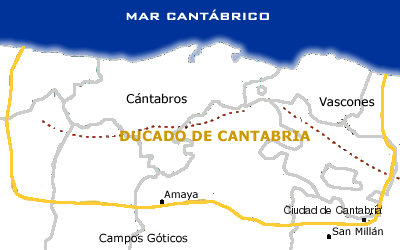
Carte des limites du Duché de Cantabrie avec la situation d'Amaya

Amaia réapparaît avec l'invasion musulmane. En 712, alors capitale du Duché de Cantabrie, elle capitule devant les troupes de Tariq ibn Ziyad, qui mettent à nouveau à sac la ville en 714.
Durant le règne d'Alphonse Ier des Asturies (739-757), roi des Asturies, la ville se relève et devient siège d'un évêché en 780, mais sa situation exposée aux incursions ennemies provoque son dépeuplement rapide, jusqu'à ce qu'Ordoño Ier d'Oviedo charge le premier comte de Castille, Rodrigo, de sa reconstruction sous le nom d'Amaya Patricia en 860.
Sous le règne de Ramire II, la ville se repeuple. Cependant, le déplacement de la frontière vers le sud permet l'installation des habitants dans les vallées.
En 989, Abderramane IV attaque de nouveau la ville pour ce qui sera la dernière bataille sous ses murs.

## Traces actuelles

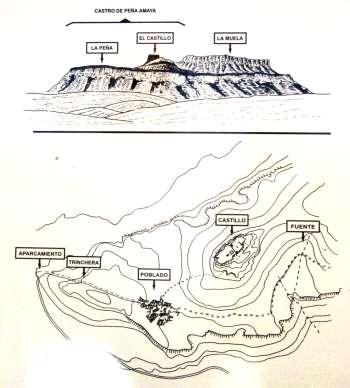
Plan archéologique de Peña Amaya

Quelques restes archéologiques subsistent au sommet d'Amaya : l'accès au castrum pré-romain, des murailles défensives, ainsi que quelques restes du village médiéval.
Amaya est aujourd'hui un village de 67 habitants, inclus dans la municipalité de Sotresgudo.

### Sources et bibliographie
- (es) Cet article est partiellement ou en totalité issu de l’article de Wikipédia en espagnol intitulé « Amaya (ciudad) » (voir la liste des auteurs).
- (es) Joaquín González Echegaray, Los Cántabros, Santander, Ediciones Librería Estudio, 1993